# The Leech
The Leech és una pel·lícula de terror i comèdia estatunidenca del 2022 dirigida per Eric Pennycoff i protagonitzada per Jeremy Gardner, Taylor Zaudtke i Graham Skipper. S'ha subtitulat al català.
La pel·lícula es va estrenar al Festival de Cinema de Chattanooga el 23 de juny de 2022.